# Paso Hospital
Paso Hospital ist eine Ortschaft in Uruguay.

## Geographie
Sie befindet sich im Sektor 8 des Departamento Rivera in dessen östlichem Teil. Westnordwestlich ist in einigen Kilometern Entfernung Arroyo Blanco und südwestlich Vichadero gelegen. Im Nordosten des Ortes fließt der Arroyo del Hospital in Nordwest-Südost-Richtung vorbei.

## Infrastruktur
Verkehrsinfrastrukturiell ist Paso Hospital durch die den Ort querende Ruta 6 erschlossen.

## Einwohner
Der Ort hatte bei der Volkszählung im Jahr 2011 295 Einwohner, davon 153 männliche und 142 weibliche. Für die vorhergehenden Volkszählungen von 1963 bis 1996 sind beim Instituto Nacional de Estadística de Uruguay keine Daten erfasst worden.
| Jahr | Einwohner |
| ---- | --------- |
| 1963 | –         |
| 1975 | –         |
| 1985 | –         |
| 1996 | –         |
| 2004 | 293       |
| 2011 | 295       |

Quelle: Instituto Nacional de Estadística de Uruguay